# Jüejang
Jüejang (egyszerűsített kínai írással: 岳阳, pinjin: Yuèyáng) prefektúra szintű város Kínában, Hunan tartományban. Lakosainak száma 5 051 922 fő (2020).

## Népesség
| 2018 | 5 797 100 |
| 2020 | 5 051 922 |

## Testvérvárosok
- City of Cockburn
- Numazu
- Castlegar
- Sztara Zagora
- Cupertino